# Kuki-Čin-Naga narodi
Kuki-Čin-Naga narodi, jedna od glavnih grana tibetsko-birmanske etnolingvističke porodice koja se sastoji od dva glavna ogranka, to su plemena Kuki-Čin s 49 jezika, naseljeni u Indiji i Burmi i barem jednim predstavnikom u Bangladešu (Darlong). Kuki-Čin se sastoji od kojih pedesetak plemena koje su jezikoslovci jezično podijelili na sjeverne, središnje i južne.
Drugu granu čine plemena Naga koji govore 25 jezika. Organizirani su po plemenskim zajednicama u sjeveroistočnoj Indiji, poglavito u Nagalandu.